# ダーク・メイヤー
ダーク・メイヤー（Dirk Meyer、1961年11月24日 - ）は、アメリカの半導体製造企業AMDの元社長兼CEO・COOであり、エンジニアである。
DECに在籍中はDEC Alpha 21064/21264の共同設計者としてマイクロプロセッサの設計を行っており、1995年にAMDに移った後も、K7開発チームのエンジニアリング・ディレクタとしてAthlonの開発を統括した。
その後、1999年に同社Computation Products Group (CPG) エンジニアリングヴァイスプレジデント、2001年に同グループ ヴァイスプレジデント、2002年同グループシニア・バイス・プレジデント、2004年同グループエグゼクティブ・バイス・プレジデントと、AMD製プロセッサの宣伝に飛び回る。
2005年に同社Microprocessor Solutions Sector事業部門社長兼COOを経て、2006年に同社の社長兼COO、2008年7月からは社長兼COO・CEOとなる。その後、2011年1月に辞任するまでCEO職を務めた。
前述のDEC Alpha、Athlonのみならず、DEC時代にはインテルとの共同開発による x86、VAX、組み込みプロセッサ等の設計・開発にも従事しており、経験豊富で優秀なプロセッサアーキテクトである。その業績が認められ、2003年にはアメリカ合衆国の計算機科学分野の学会であるACMよりモーリス・ウィルクス賞を受賞している。